# Eleccions a l'Assemblea de Còrsega de 1998
Eleccions a l'Assemblea de Còrsega de 1998 se celebraren el 15 i 22 de març per a elegir els 51 consellers de l'Assemblea de Còrsega en circumscripció electoral única a dues voltes. El resultat fou impugnat per Edmond Simeoni, qui hi va denunciar nombroses irregularitats, raó per la qual el Consell d'Estat ordenà repetir-les el 1999. Els 51 escons de l'Assemblea es repartiren en segona volta amb aquest resultat (de la segona volta):
| ←Eleccions a l'Assemblea de Còrsega, 14 de març de 1998 → |        |        |        |                          |
| Partit                                                    | Vots   | %      | Escons | Líder                    |
| Reagrupament per Còrsega RPR-DL                           | 45.878 | 47,8%  | 26     | Jean Baggioni/José Rossi |
| Alternativa d'Esquerres per a Còrsega (PRG-PS-PCF)        | 41.136 | 33,3%  | 16     | Émile Zuccarelli         |
| Còrsega Nova                                              | 13.369 | 10,82% | 5      | Philippe Ceccaldi        |
| Corsica Nazione                                           | 12.219 | 9,86%  | 5      | Jean-Guy Talamoni        |
| Moviment per Còrsega                                      | 11.327 | 9,14%  | 5      | Touissant Luciani        |
| TOTAL                                                     | -      | 100,00 | 51     | -                        |

Fou elegit president de l'Assemblea el candidat de la llista més votada José Rossi. Els nacionalistes es presentaren dividits a la primera volta, ja que Corsica Nazione (5,21%) va patir amb la competència de les llistes Moviment per l'Autodeterminació (3,4%), Corsica Viva (1,94%) i Manca Naziunale (0,66%), que a la segona volta sí que li donaren suport.